# لورد کلارندون (کشتی)
لورد کلارندون (کشتی) (به انگلیسی: Lord Clarendon (ship)) یک کشتی بود که طول آن 155.8 ft. بود. این کشتی در سال ۱۸۵۱ ساخته شد.